# (19768) Ellendoane
(19768) Ellendoane (2000 OX14) – planetoida z grupy pasa głównego asteroid okrążająca Słońce w ciągu 3,66 lat w średniej odległości 2,37 j.a. Odkryta 23 lipca 2000 roku.